# L'Amour meurtri
Pour plus de détails, voir Fiche technique et Distribution.
L'Amour meurtri (titre original : L'amore molesto) est un film italien réalisé par Mario Martone, sorti en 1995.

## Synopsis
Delia, une illustratrice napolitaine qui vit à Bologne depuis de nombreuses années, est rappelée à Naples par la mort subite de sa mère Amalia, qui s'est suicidée par noyade. La femme n'accorde pas de crédit à la thèse officielle du suicide, convaincue que l'exubérance, la vivacité et la positivité existentielle de sa mère n'auraient pas permis ce geste extrême : elle commence donc à enquêter sur le passé récent de sa mère, poussée également par quelques inquiétants appels téléphoniques anonymes.
Les faits et la reconstitution fragmentaire des derniers jours de la vie de sa mère mettent soudain en lumière des événements lointains, que Delia avait cachés et enfouis dans sa mémoire, et l'obligent à reconsidérer une réalité personnelle différente de celle qu'elle avait inconsciemment construite. Delia doit se souvenir et revivre le moment où, conditionnée par l'attitude violente et oppressive de son père, elle rompt ses relations avec sa mère, accusée par son mari d'avoir une relation clandestine avec son voisin Nicola, surnommé Caserta.
Enfin, Delia rappelle qu'elle était la cause de tout : étant enfant, Delia a subi des actes de pédophilie de la part du père de Caserta, mais elle n'a pas signalé l'incident et a dit à son père que sa mère et Caserta étaient amants (c'était aussi dû à une sorte de jalousie envers la mère elle-même) ; son père, très jaloux de sa femme dont la beauté enchantait beaucoup d'hommes, commença à la battre ainsi que son beau-frère, Caserta et le fils de ce dernier, Antonio. Caserta, comme pour « se venger » du père de Delia, a commencé à envoyer à Amalia des cadeaux de toutes sortes, déchaînant à chaque fois la fureur de son mari, qui la battait régulièrement. Peu de temps avant de se suicider, Amalia a repris des relations avec Caserta, avec qui elle est allée un soir se promener sur une plage, et  elle s'est éloignée de Caserta endormi sur le sable, s'avançant dans la mer pour s'y noyer.
Delia, ayant idéalement fait la paix avec sa mère et réalisant qu'elle a plus de points communs avec elle qu'elle ne le croyait et ne le souhaitait, est prête à retourner à Bologne avec une conscience d'elle-même renouvelée.

## Fiche technique
- Titre original : L'amore molesto
- Titre français : L'Amour meurtri
- Réalisation : Mario Martone
- Scénario : Mario Martone d'après le roman d'Elena Ferrante[1]
- Photographie : Luca Bigazzi
- Montage : Jacopo Quadri
- Pays d'origine : Italie
- Genre : drame
- Dates de sortie : 
  -  Italie : 12 avril 1995
  -  France : 23 mai 1995 (Festival de Cannes) / 29 novembre 1995 (sortie nationale)
  -  Canada : 24 septembre 1995 (Cinefest Sudbury International Film Festival)
  -  États-Unis : octobre 1995 (Festival international du film de Chicago)

## Distribution
- Anna Bonaiuto : Delia
- Angela Luce : Amalia, sa mère
- Gianni Cajafa : Oncle Filippo
- Peppe Lanzetta : Antonio
- Licia Maglietta : Jeune Amalia
- Lina Polito : Rosaria

## Commentaires
Le deuxième long métrage de Mario Martone, L'amore molesto, tiré du roman d'Elena Ferrante et situé de nouveau à Naples, semble différer en tout point de Morte di un matematico napolitano (1992). « L'histoire de Delia, [...], s'appuie sur des choix stylistiques et narratifs opposés à ceux de sa première œuvre. Le décor urbain, baigné par une lumière livide, est ici résolument moderne et l'utilisation de très longues focales permet d'épier le personnage dans ses déplacements frénétiques au milieu d'une foule qui était totalement absente de la Naples solitaire de Caccioppoli. [...] Autant, dans Mort d'un mathématicien napolitain, Martone s'évertuait à contourner le risque d'une interprétation univoque du drame intérieur du protagoniste, autant, dans L'Amour meurtri, chaque détail narratif finit par être absorbé par la révélation finale. [...] Malgré ces différences, les deux premières œuvres du réalisateur napolitain témoignent, au fond, d'une incontestable unité d'inspiration, conséquence d'une commune vision tragique qui, à l'exception notable de Pasolini, constitue un phénomène rare dans le contexte du cinéma italien. »

## Restauration
23 ans après sa première sortie, la version restaurée arrive sur grand écran dans une nouvelle version le 21 novembre 2018.